# Nordkjosbotn
Nordkjosbotn este o localitate din comuna Balsfjord, provincia Troms, Norvegia, cu o suprafață de 0,7 km² și o populație de 431 locuitori (2013).